# Casa di Ettore Fieramosca
Casa di Ettore Fieramosca é uma antiga casa-torre medieval localizada na esquina da Piazza di Santa Cecilia com a Piazza dei Mercanti, no rione Trastevere de Roma.

## História

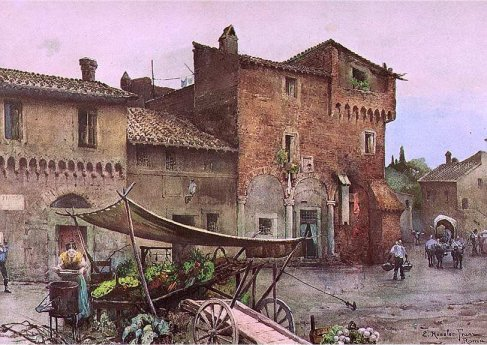
Casa numa pintura de Ettore Roesler Franz (c.1880).

Esta região do Trastevere era muito populosa durante a Idade Média, quando o antigo porto de Roma ficava nas imediações. Durante o Renascimento e nos séculos seguintes, a vizinhança perdeu importância, o que explica o motivo da existência de tantas casas medievais. 
A característica casa-torre foi construída na segunda metade do século XIII perto da igreja de Santa Cecilia e conta a tradição que ali viveu o famoso capitão Ettore Fieramosca depois da derrota de um grupo de treze cavaleiros italianos contra um time similar francês num torneio em Barletta (perto de Bari) em 13 de fevereiro de 1503. Ele permaneceu ali até partir com Prospero Colonna para a Espanha em maio de 1504, levando como prisioneiro Cesare Borgia. É possível que a lenda tenha se originado numa cena de "Ettore Fieramosca", de Massimo d'Azeglio, mas não é impossível imaginar que o capitão tenha de fato vivido no local. Outra tradição conta que ele viveu ali em 1512, durante o período no qual serviu ao duque Fabrizio Colonna de Paliano.
Restaurada recentemente, a casa manteve suas características originais, incluindo nos detalhes, como as elegantes colunas coroadas com capitéis jônicos sobre os quais se assentam arcos de tijolo, o que revela a existência originalmente de um pórtico posteriormente emparedado sustentado por uma pilastra na esquina. A lógia superior revela uma decoração com pequenos arcos ogivais apoiados sobre pequenas mísulas de mármore.
O edifício foi seguramente propriedade dos Umiliati, uma confraternidade e ordem monástica surgida em Milão no século XII dedicada às artes têxteis. O movimento se propunha a um novo modo de vida de absoluta pobreza, com uma férrea regra que determinava a posse de um mínimo indispensável para a sobrevivência e uma vida de trabalho pesado; tudo o que fosse considerado supérfluo deveria ser doado aos pobres. Ela foi considerada herética e suprimida em 1570 pelo papa Pio V.